# Natalija Koržovová
Natalija Jefimovová (roz. Koržovová), (* 3. červenec 1983) je ruská reprezentantka v orientačním běhu. Jejím největším úspěchem je zlatá medaile ze štafet na mistrovství Evropy v roce 2012 v švédském Falunu. Tato štafeta běžela ve složení Natalia Jefimovová první úsek, Světlana Mironovová úsek druhý a Taťána Rjabkinová třetí.
Běhá za finský klub Hiisirasti a žije s manželem Romanem Jefimovem, který je také členem ruské reprezentace v orientačním běhu.